# St. Bonifatius (Bielefeld)

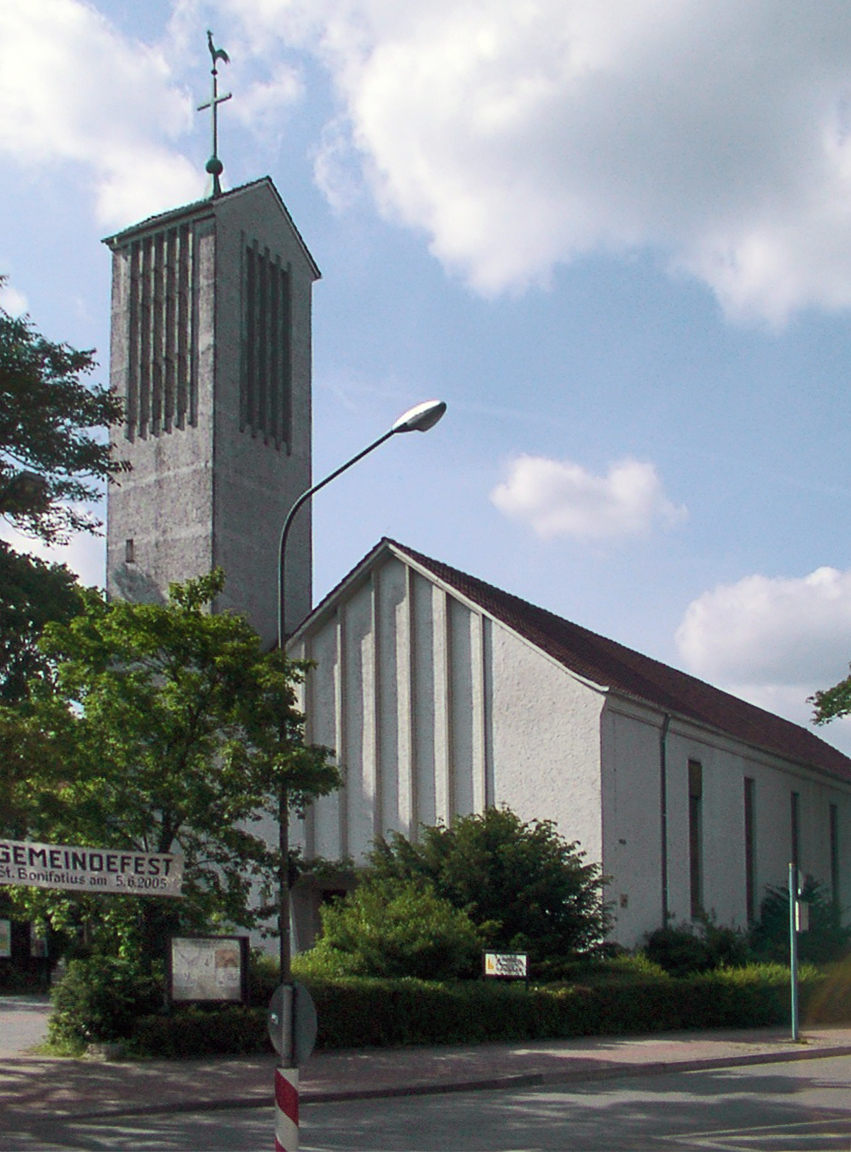
St. Bonifatius in Bielefeld-Stieghorst

St. Bonifatius ist eine römisch-katholische Pfarrkirche im Bielefelder Stadtbezirk Stieghorst, Nordrhein-Westfalen. Strukturell gehören Kirche und Gemeinde zum Pastoralverbund Bielefeld-Mitte-Ost im Dekanat Bielefeld-Lippe des Erzbistums Paderborn.

## Geschichte
Die Katholiken im Osten der Stadt Bielefeld gehörten ursprünglich zu St. Jodokus. Im Jahr 1905 wurde auf ihren Wunsch an der Elpke der Grundstein für eine eigene Kapelle gelegt. Der Bau dieser Marienkapelle dauerte etwa ein Jahr, und sie konnte am 28. Juni 1906 eingeweiht werden. Gleichzeitig wurde die Bonifatius-Vikarie eingerichtet. Zwei Jahre später kam eine katholische Schule hinzu.
Im Laufe der Jahre und durch den Zuzug von Flüchtlingen nach dem Zweiten Weltkrieg reichten die Räumlichkeiten der Gemeinde nicht aus. Am 1. Januar 1956 konnte der Kirchenvorstand ein Gelände an der Stieghorster Straße für einen Neubau kaufen. Am 1. Oktober desselben Jahres wurde der Grundstein gelegt. Am Pfingstsamstag 1957, der auf den vierten Tag nach dem Fest des Hl. Bonifatius fiel, konnte die Kirche durch den Paderborner Erzbischof Lorenz Jaeger geweiht werden.
Am 1. April 1958 wurde die Vikarie-Gemeinde zur eigenständigen Pfarre erhoben. Zum ersten Pfarrer wurde Heinrich Kraft ernannt, der zuvor bereits als Vikar in der Gemeinde tätig war. 1959 wurde der Kirchengemeinde eine Orgel geschenkt. 1960 erfolgte die Glockenweihe, Ende des Jahres wurden Glasfenster eingebaut, die Schwester Erentrud Trost aus der Abtei Varensell entworfen hatte.
1965 wurde Pfarrer Kraft versetzt, Josef Weber kam als sein Nachfolger in die Gemeinde. Im November 1966 erfolgte ein Umbau des Innenraums der Kirche im Sinne der Liturgiereform des Zweiten Vatikanischen Konzils. Der Altar wurde den Gottesdienstteilnehmern näher gerückt, und die Altarstufen wurden entfernt.
Am 7. April 1976 wurde mit dem Bau des Gemeindezentrums, des Bonifatius-Hauses begonnen, welches am 5. November 1977 eingeweiht wurde.

## Glocken
Die Kirche erhielt 1960 drei Gussstahl-Glocken, gegossen vom Bochumer Verein für Gusstahlfabrikation (BVG).
| Name        | St. Bonifatius | St. Gertrud | Sta. Maria |
| ----------- | -------------- | ----------- | ---------- |
| Durchmesser | 1260 mm        | 1460 mm     | 1100 mm    |
| Gewicht ≈   | 660 kg         | 1080 kg     | 460 kg     |
| Schlagton   | ges′           | es′         | as′        |